# Maria Kojevnikova
Maria Kojevnikova (Moscou, 14 novembre 1984) est une actrice et femme politique soviétique puis russe. Elle a été députée à la Douma entre 2011 et 2016.

## Filmographie

### Cinéma
- 2007 : Fantassins, seuls en première ligne
- 2010 : Dark Fantasy
- 2015 : Bataillon de Dmitri Meskhiev
- 2015 : L'Incroyable Destin de Savva de Maxim Fadeev (voix)
- 2018 : Sobibor : Selma